# Музей российской фотографии
Музей российской фотографии (сокращенно МРФ) — расположен в Коломне. Музей организован по частной инициативе Михаила Голосовского, Галины Лукьяновой и Ирины Аликиной и входит в структуру Музея Органической Культуры. Их коллекции составили основные фонды Музея российской фотографии.

## Коллекция

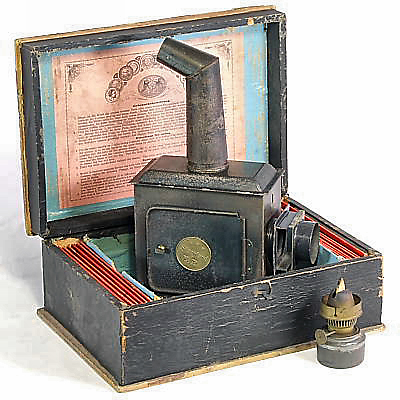
Один из экспонатов музея — Magic Lantern 1800 г.

Музейная коллекция насчитывает около 7 тысяч произведений (дагерротипы, стеклянные пластины, негативы, слайды и фотографии,) авторов, чья фотографическая деятельность связана с Россией. Более 120 предметов фототехники от Magic Lantern до Leica.

## Деятельность
Деятельность музея направлена на публичное представление художественной русской фотографии с 1840-х годов по настоящее время и включает в себя научные исследования и образовательные программы для детей и взрослых.
За последнее время широкой публике представлено более 20 проектов научной, художественной и документальной фотографии в столичных и региональных выставочных залах.

## Экспозиция
В постоянной экспозиции «Исторические страницы российской фотографии» представлены следующие направления фотоискусства: пикториализм (художественная фотография), пейзаж (фотосъёмка с натуры), этнографическая фотография 2-й половины XIX в., документализм, студийная фотография. За последние годы было представлено творчество Николая Андреева, Василия Улитина, Василия Сокорнова, Леонида Шокина, Бориса Смелова, Игоря Пальмина, Ляли Кузнецовой, Анатолия Гаранина, Людмилы Таболиной, Юрия Роста, Галины Лукьяновой, Александра Слюсарева и многих других.
В отдельной экспозиции представлены слайды панорамы Москвы, сделанные Николаем Рахмановым с колокольни «Ива́н Вели́кий» и фотокамера его собственной конструкции.

## Издания музея
В 2011 году основана серия альбомов о русских фотографах — «Форпост».
В 2013 году издан 3-томный словарь-справочник «Российские фотографы (1839—1930)» А. П. Попова: первый и второй том содержит 16 000 статей о российских фотографах, в третьем томе помещены иллюстрации из фондов МРФ
- Словарь — справочник. Российские фотографы (1839—1930). В 3т. Т.1 А-М (Мей) / Анатолий Петрович Попов.- Коломна: МРФ, 2013. ISBN 978-5-4465-0049-9 (том первый) ISBN 978-5-4465-0052-9
- Словарь — справочник. Российские фотографы (1839—1930). В 3т. Т.2 М (Мейен)-Я / Анатолий Петрович Попов.- Коломна: МРФ, 2013. ISBN 978-5-4465-0050-2 (том второй) ISBN 978-5-4465-0052-9
- Словарь — справочник. Российские фотографы (1839—1930). В 3т. Т.3 А-Я (Иллюстрации) / Анатолий Петрович Попов.- Коломна: МРФ, 2013. ISBN 978-5-4465-0051-2 (том третий) ISBN 978-5-4465-0052-9
- «Лев Шерстенников. Фотографии». Каталог. М.: МРФ. 2017. ISBN 978-5-905714-73-3
- «Лукьянова Г. Н. Я вижу некий свет…». Фотоальбом. М.: МРФ. 2010. ISBN 978-5-88-149-432-2
- «Форпост-1». Фотоальбом — 50-летию фотоклуба «Новатор». М.: МРФ. 2011. ISBN 978-5-42530210-6
- «Форпост-2». Фотоальбом — Русская фотография. М.: МРФ. 2012. ISBN 978-5-9903441-7-4
- «Форпост-3». Фотоальбом — Памяти военных корреспондентов." Война-как изменение генофонда человечества…. М.: МРФ. 2014. ISBN 978-5-4253-0717-0
- «Николай Рахманов „Алмазная фототека“». Каталог выставки 6 февраля 2014-23 апреля 2014. Коломна: МРФ. 2014 ISBN 978-5-4253-0660-9
- «Александр и Вера Джус „Земля и небо Родины моей“». Каталог выставки. Коломна: МРФ. 2013.

## Библиотека
Основой научной библиотеки МРФ стал книжный фонд М. Голосовского, А. Попова, И. Аликиной. Книги и альбомы по искусству фотографии, фототехнике, фотографические ежегодники, справочники и пособия, периодические издания дореволюционных фотографических обществ, альманахи и каталоги на русском и иностранных языках и советская периодика составляют библиотечный фонд более 3000 наименований.
МРФ осуществляет создание публичной и электронной библиотеки.

## Мероприятия
Международный симпозиум ALTERNATIV PHOTOGRAPHIC INTERNATIONAL SYMPOSIUM (Коломна 2017 г.)

## СМИ
- Общественное телевидение России (ОТР) — В Москве открылась выставка «Форпост военных корреспондентов»
- Официальный сайт телеканала «Культура» — Выставка «Форпост русской фотографии»
- Официальный сайт телеканала «Культура» — Выставка «Форпост военных корреспондентов». Новости культуры. Эфир от 25.04.14
- Российская Газета. Юрий Лепский. «Свидетели смерти»
- Официальный сайт радиостанции «Благо» — Выставка «Алмазная фототека Николая Рахманова»
- Портал о культуре «Искусство Коломны» — Выставка Александра и Веры Джус «Земля и небо Родины моей»

## Документальные фильмы
- Людмила Таболина. 2019 г. О пикториальной фотографии
- «Неслучайный ландшафт». 2019 г.
- «В контрапункте со временем». Фотоклуб Новатор. 2012 г.
- Форпост Русской Фотографии — выставка. 2013 г.
- Александр и Вера Джус. Выставка «Земля и небо Родины моей» — выставка 2013 г.
- Форпост военных корреспондентов — выставка 2014 г.
- Видео из архива МРФ
- 100 лет фотографии. 2010 г.